# Амеліенстейн (ПАР)
Амеліенстейн (англ. Amalienstein) — населений пункт в районі Еден, Західна Капська провінція, ПАР.
| Прапор ПАР | Це незавершена стаття про Південно-Африканську Республіку. Ви можете допомогти проєкту, виправивши або дописавши її. |

33°29′ пд. ш. 21°28′ сх. д. / 33.483° пд. ш. 21.467° сх. д.